# Josef Mayr (Politiker, 1967)
Josef Mayr (* 9. Oktober 1967 in Grieskirchen) ist ein oberösterreichischer Landwirt und Politiker (ÖVP). Mayr war von 2003 bis 2009 Abgeordneter zum Oberösterreichischen Landtag.
Mayr besuchte die Volks- und Hauptschule in Waizenkirchen und absolvierte zudem die örtliche Landwirtschaftliche Fachschule. Er legte 1987 die Facharbeiter- und 1990 die Meisterprüfung ab. Mayr ist beruflich als Landwirt tätig.
Mayr wurde 1991 in den Gemeinderat von Waizenkirchen gewählt und stieg 1994 zum Gemeindevorstand auf. Zwischen 2001 und 2003 war Mayr zudem Fraktionsobmann der ÖVP-Waizenkirchen. Zudem war er zwischen 1997 und 2001 Kammerrat in der Landwirtschaftskammer Oberösterreich und wurde in der Folge zum Bezirksbauernkammerobmann des Bezirkes Grieskirchen gewählt. Innerparteilich hat er zudem das Amt des ÖVP-Bezirksparteiobmann-Stellvertreters inne und vertrat die ÖVP zwischen dem 23. Oktober 2003 und dem 22. Oktober 2009 im Landtag.
Josef Mayr ist verheiratet und Vater von fünf Kindern.